# Persone di nome Alex
| Questa pagina contiene informazioni ricavate automaticamente dalle voci biografiche con l'ausilio del template Bio e di un bot. L'aggiornamento è periodico e automatico e ricostruisce completamente la pagina. Se manca una persona in questa lista, sei pregato di non aggiungerla, ma accertati piuttosto che la sua voce biografica contenga il template Bio e che i dati anagrafici siano correttamente compilati. Se il template Bio manca, inseriscilo tu stesso o, in alternativa, metti l'avviso {{tmp\|Bio}} che ne segnala la mancanza. Se i dati riportati sono sbagliati, correggi direttamente la voce biografica; le modifiche saranno visibili in questa lista entro pochi giorni. Per chiarimenti vedi il progetto antroponimi. La lista contiene solo le 399 persone che sono citate nell'enciclopedia e per le quali è stato implementato correttamente il template Bio. Pagina aggiornata al 6 ago 2025. |

Questa è una lista di persone presenti nell'enciclopedia che hanno il nome Alex, suddivise per attività principale.

## Allenatori di calcio(8)
- Alex Bapela, allenatore di calcio e ex calciatore sudafricano (n. 1969)
- Alex Brunner, allenatore di calcio e ex calciatore italiano (Trieste, n. 1973)
- Alex Calderoni, allenatore di calcio e ex calciatore italiano (Ravenna, n. 1976)
- Alex Dyer, allenatore di calcio e ex calciatore britannico (Forest Gate, n. 1965)
- Alex Miller, allenatore di calcio e ex calciatore scozzese (Glasgow, n. 1949)
- Alex Pinardi, allenatore di calcio e ex calciatore italiano (Chiari, n. 1980)
- Alex Visentin, allenatore di calcio e ex calciatore italiano (Volpago del Montello, n. 1970)
- Alex Willoughby, allenatore di calcio e calciatore scozzese (Springburn, n. 1944 - † 2004)

## Allenatori di pallacanestro(1)
- Alex Righetti, allenatore di pallacanestro e ex cestista italiano (Rimini, n. 1977)

## Alpinisti(1)
- Alex Txikon, alpinista spagnolo (Lemoa, n. 1981)

## Animatori(1)
- Alex Hirsch, animatore, sceneggiatore e doppiatore statunitense (Piedmont, n. 1985)

## Arcivescovi cattolici(1)
- Alex Thomas Kaliyanil, arcivescovo cattolico e missionario indiano (Vallamchira, n. 1960)

## Arrampicatori(1)
- Alex Honnold, arrampicatore e alpinista statunitense (Sacramento, n. 1985)

## Arrampicatrici(1)
- Alex Puccio, arrampicatrice statunitense (McKinney, n. 1989)

## Arrangiatori(1)
- Alex Lacamoire, arrangiatore, compositore e direttore d'orchestra statunitense (Los Angeles, n. 1975)

## Artisti(2)
- Alex Angi, artista francese (Cannes, n. 1965)
- Alex Grey, artista statunitense (Columbus, n. 1953)

## Artisti marziali misti(2)
- Alex Caceres, artista marziale misto statunitense (Miami, n. 1988)
- Alex Oliveira, artista marziale misto brasiliano (Rio de Janeiro, n. 1988)

## Astronomi(2)
- Alex Cruz, astronomo statunitense
- Alex R. Gibbs, astronomo statunitense (n. 1967)

## Atleti(1)
- Alex Wright, atleta irlandese (Londra, n. 1990)

## Attivisti(1)
- Alex Moroder, attivista italiano (Ortisei, n. 1923 - Ortisei, † 2006)

## Attori(32)
- Alex Høgh Andersen, attore danese (Slagelse, n. 1994)
- Alex Ashbaugh, attore, produttore cinematografico e sceneggiatore statunitense
- Alex Black, attore statunitense (Redwood City, n. 1989)
- Alex Brightman, attore statunitense (Santa Clara, n. 1987)
- Alex Carter, attore canadese (Toronto, n. 1963)
- Alex Cendron, attore italiano (Treviso, n. 1977)
- Alex Colon, attore portoricano (San Juan, n. 1941 - Los Angeles, † 1995)
- Alex Cord, attore statunitense (Floral Park, n. 1933 - Valley View, † 2021)
- Alex Désert, attore e musicista haitiano (New York, n. 1968)
- Alex Fernandez, attore statunitense (Miami, n. 1967)
- Alex Ferns, attore scozzese (Lennoxtown, n. 1968)
- Alex Fitzalan, attore australiano (Sydney, n. 1997)
- Alex Fong, attore cinese (Macao, n. 1963)
- Alex Jennings, attore britannico (Essex, n. 1957)
- Alex Karpovsky, attore, regista e sceneggiatore statunitense (Cheyenne, n. 1975)
- Alex Kendrick, attore, sceneggiatore e produttore cinematografico statunitense (Athens, n. 1970)
- Alex Landi, attore statunitense (New York, n. 1992)
- Alex Lutz, attore, comico e regista francese (Strasburgo, n. 1978)
- Alex McAvoy, attore scozzese (Glasgow, n. 1928 - Londra, † 2005)
- Alex Newell, attore e cantante statunitense (Lynn, n. 1992)
- Alex Nicol, attore e regista statunitense (Ossining, n. 1916 - Montecito, † 2001)
- Alex O'Loughlin, attore e produttore cinematografico australiano (Canberra, n. 1976)
- Alex Ozerov, attore russo (Tula, n. 1992)
- Alex Price, attore britannico (Manchester, n. 1985)
- Alex Rebar, attore, sceneggiatore e produttore cinematografico statunitense (Dallas, n. 1940 - Glendale, † 2021)
- Alex Roe, attore britannico (Londra, n. 1990)
- Alex Saxon, attore statunitense (Liberty, n. 1987)
- Alex Solowitz, attore statunitense (contea di Los Angeles, n. 1979)
- Alex To, attore e cantante cinese (Hong Kong, n. 1962)
- Alex Veadov, attore ucraino (Černivci, n. 1962)
- Alex Vincent, attore statunitense (Newark, n. 1981)
- Alex Weisman, attore statunitense (Davie, n. 1987)

## Attori pornografici(2)
- Alex Baresi, ex attore pornografico e modello italiano (Genova, n. 1979)
- Alex Marte, attore pornografico italiano (Milano, n. 1979)

## Attori teatrali(1)
- Alex Mastromarino, attore teatrale, cantante e ballerino italiano (Cecina, n. 1980)

## Attrici(2)
- Alex Kapp Horner, attrice statunitense (New York, n. 1969)
- Alex McKenna, attrice statunitense (Los Angeles, n. 1984)

## Attrici pornografiche(2)
- Alex Chance, attrice pornografica statunitense (Chesapeake, n. 1989)
- Alex Jordan, attrice pornografica statunitense (Los Angeles, n. 1963 - Marina del Rey, † 1995)

## Autori di giochi(1)
- Alex Randolph, autore di giochi statunitense (n. 1922 - Venezia, † 2004)

## Bassisti(2)
- Alex James, bassista britannico (Boscombe, n. 1968)
- Alex Webster, bassista statunitense (Akron, n. 1969)

## Batteristi(1)
- Alex Napier, batterista, polistrumentista e compositore britannico (Londra, n. 1947 - † 2023)

## Bobbisti(2)
- Alex Baumann, ex bobbista svizzero (San Gallo, n. 1985)
- Alex Wolf, ex bobbista italiano (Lagundo, n. 1956)

## Calciatrici(1)
- Alex Greenwood, calciatrice britannica (Liverpool, n. 1993)

## Canottieri(2)
- Alex Gregory, canottiere britannico (Cheltenham, n. 1984)
- Alex Partridge, canottiere britannico (San Francisco, n. 1981)

## Cantanti(8)
- Alex Damiani, cantante e attore italiano (Amantea, n. 1952)
- Alex Ebert, cantante e compositore statunitense (Los Angeles, n. 1978)
- Alex Gaskarth, cantante e chitarrista britannico (Essex, n. 1987)
- Alex Greenwald, cantante, attore e produttore discografico statunitense (Los Angeles, n. 1979)
- Alex Hepburn, cantante britannica (Londra, n. 1986)
- ByeAlex, cantante ungherese (Kisvárda, n. 1984)
- Ramirez, cantante e musicista colombiano (Cartagena, n. 1965)
- Alex Varkatzas, cantante statunitense (Orange County, n. 1982)

## Cantautori(3)
- Alex Baroni, cantautore italiano (Milano, n. 1966 - Roma, † 2002)
- Germanò, cantautore italiano (Roma, n. 1990)
- Alex Rossi, cantautore francese (Auch, n. 1969)

## Cantautrici(1)
- Alex Hope, cantautrice australiana (Londra, n. 1993)

## Cestisti(20)
- Alex Bradley, ex cestista statunitense (Bradenton, n. 1959)
- Alex Caruso, cestista statunitense (College Station, n. 1994)
- Alex Clariño, cestista filippino (n. 1956 - Manila, † 2002)
- Alex Dunn, ex cestista statunitense (Sioux Rapids, n. 1982)
- Alex Fudge, cestista statunitense (Lauderhill, n. 2003)
- Alex Ribeiro Garcia, cestista brasiliano (San Paolo, n. 1980)
- Alex Holcombe, ex cestista statunitense (Houston, n. 1969)
- Alex Johnson, ex cestista canadese (Toronto, n. 1988)
- Alex King, ex cestista tedesco (Ansbach, n. 1985)
- Alex Kirk, cestista statunitense (Los Alamos, n. 1991)
- Alex Laurent, cestista lussemburghese (Lussemburgo, n. 1993)
- Alex Legion, ex cestista statunitense (Detroit, n. 1988)
- Alex Murphy, cestista statunitense (Wakefield, n. 1993)
- Alex O'Connell, cestista statunitense (Baltimora, n. 1999)
- Alex Pledger, cestista neozelandese (Blenheim, n. 1987)
- Alex Poythress, cestista statunitense (Savannah, n. 1993)
- Alex Reese, cestista statunitense (Pelham, n. 1999)
- Alex Scales, ex cestista statunitense (Racine, n. 1978)
- Alex Stein, cestista statunitense (Evansville, n. 1997)
- Alex Stivrins, ex cestista statunitense (Lincoln, n. 1962)

## Chitarristi(5)
- Alex De Rosso, chitarrista italiano
- Alex Grossi, chitarrista statunitense (South Windsor, n. 1976)
- Alex Lifeson, chitarrista e compositore canadese (Fernie, n. 1953)
- Alex Machacek, chitarrista austriaco (Tulln an der Donau, n. 1972)
- Alex Masi, chitarrista italiano (Venezia, n. 1960)

## Ciclisti su strada(9)
- Alex Baudin, ciclista su strada francese (Albertville, n. 2001)
- Alex Colman, ciclista su strada e ciclocrossista belga (Sint-Niklaas, n. 1998)
- Alex Dowsett, ex ciclista su strada e pistard britannico (Maldon, n. 1988)
- Alex Howes, ex ciclista su strada statunitense (Golden, n. 1988)
- Alex Kirsch, ciclista su strada lussemburghese (Lussemburgo, n. 1992)
- Alex Molenaar, ciclista su strada olandese (Rotterdam, n. 1999)
- Alex Tolio, ciclista su strada italiano (Bassano del Grappa, n. 2000)
- Alex Turrin, ex ciclista su strada italiano (Feltre, n. 1992)
- Alex Zülle, ex ciclista su strada svizzero (Wil, n. 1968)

## Compositori(6)
- Alex Callier, compositore, musicista e produttore discografico belga (Sint-Niklaas, n. 1972)
- Alex Carpani, compositore italiano (Montreux, n. 1970)
- Alex Christensen, compositore, produttore discografico e disc jockey tedesco (Amburgo-Wilhelmsburg, n. 1967)
- Alex Heffes, compositore inglese (Beaconsfield, n. 1971)
- Alex North, compositore statunitense (Chester, n. 1910 - Los Angeles, † 1991)
- Alex Wurman, compositore statunitense (Chicago, n. 1966)

## Conduttori televisivi(1)
- Alex Braga, conduttore televisivo e conduttore radiofonico italiano (Novara, n. 1976)

## Critici musicali(1)
- Alex Ross, critico musicale statunitense (Washington, n. 1968)

## Danzatori su ghiaccio(1)
- Alex Shibutani, danzatore su ghiaccio statunitense (Boston, n. 1991)

## Designer(1)
- Alex Steinweiss, designer statunitense (New York, n. 1917 - Sarasota, † 2011)

## Direttori d'orchestra(2)
- Alex Hyde, direttore d'orchestra e violinista statunitense (Amburgo, n. 1898 - Santa Monica, † 1956)
- Alex Parker, direttore d'orchestra, compositore e produttore teatrale inglese (n. 1991)

## Direttori della fotografia(2)
- Alex Funke, direttore della fotografia e effettista statunitense (Santa Barbara, n. 1944)
- Alex Thomson, direttore della fotografia britannico (Londra, n. 1929 - Chertsey, † 2007)

## Dirigenti d'azienda(1)
- Alex Bertani, dirigente d'azienda italiano (Cavriago, n. 1969)

## Disc jockey(5)
- Alex Adair, disc jockey e produttore discografico inglese (West Chiltington, n. 1994)
- Alex Farolfi, disc jockey italiano (Milano, n. 1966)
- Alex Gaudino, disc jockey e produttore discografico italiano (Salerno, n. 1970)
- Alex Gopher, disc jockey e produttore discografico francese
- Alex Metric, disc jockey, musicista e produttore discografico britannico (Londra, n. 1984)

## Doppiatori(1)
- Alex Polidori, doppiatore, attore e cantante italiano (Roma, n. 1995)

## Drammaturghi(1)
- Alex Timbers, drammaturgo, regista e sceneggiatore statunitense (New York, n. 1978)

## Esoteristi(1)
- Alex Sanders, esoterista britannico (Birkenhead, n. 1926 - Sussex, † 1988)

## Esploratori(1)
- Alex Bellini, esploratore italiano (Edolo, n. 1978)

## Fisici(1)
- Alex Grossmann, fisico croato (Zagabria, n. 1930 - † 2019)

## Fondisti(1)
- Alex Harvey, ex fondista canadese (Saint-Ferréol, n. 1988)

## Fondisti di corsa in montagna‎(1)
- Alex Baldaccini, fondista di corsa in montagna italiano (San Giovanni Bianco, n. 1988)

## Fotografi(2)
- Alex Castro, fotografo e ingegnere cubano (L'Avana, n. 1963)
- Alex Webb, fotografo statunitense (San Francisco, n. 1952)

## Fotoreporter(1)
- Alex Majoli, fotoreporter italiano (Ravenna, n. 1971)

## Fumettisti(4)
- Alex Horley, fumettista e illustratore italiano (Milano, n. 1970)
- Alex Raymond, fumettista statunitense (New Rochelle, n. 1909 - Westport, † 1956)
- Alex Ross, fumettista e illustratore statunitense (Portland, n. 1970)
- Alex Toth, fumettista e animatore statunitense (New York, n. 1928 - Burbank, † 2006)

## Ginnasti(1)
- Axel Augis, ginnasta francese (Courbevoie, n. 1990)

## Giocatori di baseball(3)
- Alex Bassani, giocatore di baseball italiano (Castel San Pietro Terme, n. 1990)
- Alex Liddi, giocatore di baseball italiano (Sanremo, n. 1988)
- Alex Sambucci, giocatore di baseball italiano (Latina, n. 1989)

## Giocatori di calcio a 5(2)
- Alex Merlim, giocatore di calcio a 5 brasiliano (Dourados, n. 1986)
- Alex Valencia, giocatore di calcio a 5 e ex calciatore norvegese (Bergen, n. 1979)

## Giocatori di football americano(24)
- Alex Anzalone, giocatore di football americano statunitense (Wyomissing, n. 1994)
- Alex Atkins, ex giocatore di football americano e allenatore di football americano statunitense (Chicago)
- Alex Austin, giocatore di football americano statunitense (Long Beach, n. 2001)
- Alex Bachman, giocatore di football americano statunitense (Westlake Village, n. 1996)
- Alex Bannister, ex giocatore di football americano statunitense (Cincinnati, n. 1979)
- Alex Barron, giocatore di football americano statunitense (Orangeburg, n. 1982)
- Alex Bars, giocatore di football americano statunitense (Nashville, n. 1995)
- Alex Boone, giocatore di football americano statunitense (Lakewood, n. 1987)
- Alex Brown, giocatore di football americano statunitense (Phoenix, n. 1996)
- Alex Cappa, giocatore di football americano statunitense (Dublin, n. 1995)
- Alex Carrington, giocatore di football americano statunitense (Tupelo, n. 1987)
- Alex Collins, giocatore di football americano statunitense (Fort Lauderdale, n. 1994 - Lauderdale Lakes, † 2023)
- Alex Erickson, giocatore di football americano statunitense (Darlington, n. 1992)
- Alex Ferrari, giocatore di football americano italiano (Bolzano, n. 1993)
- Alex Germany, giocatore di football americano statunitense (Palm Desert, n. 1989)
- Alex Henery, giocatore di football americano statunitense (Omaha, n. 1987)
- Alex Highsmith, giocatore di football americano statunitense (n. 1997)
- Alex Joseph, ex giocatore di football americano statunitense (n. 1988)
- Alex Leatherwood, giocatore di football americano statunitense (Pensacola, n. 1999)
- Alex Molden, ex giocatore di football americano statunitense (Detroit, n. 1973)
- Alex Okafor, giocatore di football americano statunitense (Dallas, n. 1991)
- Alex Parsons, giocatore di football americano statunitense (Charleston, n. 1987)
- Alex Tanney, ex giocatore di football americano statunitense (Lexington, n. 1987)
- Alex Ward, giocatore di football americano statunitense (Fort Walton Beach, n. 1999)

## Giocatori di poker(1)
- Alex Jacob, giocatore di poker statunitense (Houston, n. 1984)

## Giornalisti(2)
- Àlex Corretja, commentatore televisivo e ex tennista spagnolo (Barcellona, n. 1974)
- Alex Haley, giornalista e scrittore statunitense (Ithaca, n. 1921 - Seattle, † 1992)

## Hockeisti su ghiaccio(6)
- Alex Caffi, hockeista su ghiaccio italiano (Varese, n. 1990)
- Alex Formenton, ex hockeista su ghiaccio canadese (Barrie, n. 1999)
- Alex Frei, hockeista su ghiaccio italiano (Bolzano, n. 1993)
- Alex Silva, ex hockeista su ghiaccio italiano (Varese, n. 1980)
- Alex Tanguay, ex hockeista su ghiaccio canadese (Sainte-Justine, n. 1979)
- Alex Trivellato, hockeista su ghiaccio italiano (Bolzano, n. 1993)

## Hockeisti su pista(1)
- Alex Raffaelli, hockeista su pista italiano (Pietrasanta, n. 1998)

## Imprenditori(2)
- Alex Hershaft, imprenditore, chimico e attivista statunitense (Varsavia, n. 1934)
- Alex Shnaider, imprenditore canadese (Černivci, n. 1968)

## Ingegneri(1)
- Alex Martelli, ingegnere italiano (n. 1955)

## Judoka(2)
- Alex Creț, judoka rumeno (n. 2002)
- Alex Garcia Mendoza, judoka cubano (n. 1993)

## Kickboxer(1)
- Alex Tui, kickboxer australiano (Brisbane, n. 1961)

## Lottatori(1)
- Alex Szőke, lottatore ungherese (Budapest, n. 2000)

## Marciatori(1)
- Alex Schwazer, marciatore italiano (Vipiteno, n. 1984)

## Medici(1)
- Alex Alfieri, medico italiano (Bressanone, n. 1971)

## Mezzofondisti(4)
- Alex Beddoes, mezzofondista cookese (Rotorua, n. 1995)
- Ngeno Kipngetich, mezzofondista keniota (Contea di Bomet, n. 2000)
- Alex Korio, mezzofondista keniota (n. 1990)
- Alex Macuácua, mezzofondista mozambicano (n. 2004)

## Montatori(1)
- Alex Mechanik, montatore, regista e sceneggiatore statunitense (Tampa, n. 1986)

## Multiplisti(1)
- Alex Verginer, multiplista e bobbista italiano (Bressanone, n. 1994)

## Musicisti(5)
- Ursula 1000, musicista e disc jockey statunitense
- Alex Jacobowitz, musicista statunitense (New York, n. 1960)
- Alex Lee, musicista e compositore britannico (Bristol, n. 1970)
- Alex Paterson, musicista britannico (Battersea, n. 1959)
- Alex Somers, musicista e compositore statunitense (Baltimora, n. 1984)

## Navigatori(1)
- Alex Carozzo, navigatore, velista e scrittore italiano (Genova, n. 1932)

## Nuotatori(3)
- Alex Castejón Ramirez, nuotatore spagnolo (n. 1998)
- Alex Di Giorgio, nuotatore italiano (Roma, n. 1990)
- Alex Portal, nuotatore francese (Saint-Germain-en-Laye, n. 2002)

## Pallamanisti(1)
- Alex Dujshebaev, pallamanista spagnolo (Santander, n. 1992)

## Pallanuotisti(1)
- Alex Giorgetti, pallanuotista italiano (Budapest, n. 1987)

## Pallavolisti(1)
- Alex Ranghieri, pallavolista e giocatore di beach volley italiano (Pordenone, n. 1987)

## Pattinatori di short track(2)
- Alex Izykowski, ex pattinatore di short track statunitense (Bay City, n. 1984)
- Alex Varnyú, pattinatore di short track ungherese (Budapest, n. 1995)

## Piloti automobilistici(6)
- Alex Blignaut, pilota automobilistico sudafricano (Johannesburg, n. 1932 - Honeydew, † 2001)
- Alex Dunne, pilota automobilistico irlandese (Offaly, n. 2005)
- Alex Fontana, pilota automobilistico svizzero (Lugano, n. 1992)
- Alex MacDowall, pilota automobilistico britannico (Carlisle, n. 1991)
- Alex Quinn, pilota automobilistico britannico (Truro, n. 2000)
- Alex Riberas, pilota automobilistico spagnolo (Barcellona, n. 1994)

## Piloti motociclistici(4)
- Alex Baldolini, pilota motociclistico italiano (Cesena, n. 1985)
- Alex De Angelis, pilota motociclistico sammarinese (Rimini, n. 1984)
- Alex Debón, pilota motociclistico spagnolo (La Vall d'Uixó, n. 1976)
- Alex Salvini, pilota motociclistico italiano (Bologna, n. 1985)

## Piloti motonautici(1)
- Alex Carella, pilota motonautico italiano (Codogno, n. 1985)

## Pistard(2)
- Alex Rasmussen, ex pistard e ciclista su strada danese (Odense, n. 1984)
- Alex Vogel, pistard e ciclista su strada svizzero (Frauenfeld, n. 1999)

## Politiche(1)
- Alex Phillips, politica britannica (Liverpool, n. 1985)

## Politici(4)
- Alex Agius Saliba, politico maltese (Pietà, n. 1989)
- Alex Attwood, politico britannico (Belfast, n. 1959)
- Alex Azar, politico statunitense (Johnstown, n. 1967)
- Alex Bazzaro, politico italiano (Venezia, n. 1987)

## Produttori discografici(2)
- Alex Marenga, produttore discografico e chitarrista italiano (Roma, n. 1964)
- Alex Sadkin, produttore discografico e musicista statunitense (Fort Lauderdale, n. 1949 - Contea di Nassau, † 1987)

## Rapper(2)
- MV Bill, rapper, attore e scrittore brasiliano (Rio de Janeiro, n. 1974)
- Raige, rapper italiano (Alpignano, n. 1983)

## Registi(6)
- Leos Carax, regista, sceneggiatore e attore francese (Suresnes, n. 1960)
- Alex Chandon, regista e sceneggiatore britannico (Londra, n. 1968)
- Alex Courtes, regista francese
- Alex Infascelli, regista e sceneggiatore italiano (Roma, n. 1967)
- Alex Ross Perry, regista, sceneggiatore e attore statunitense (Bryn Mawr, n. 1984)
- Philippe de Broca, regista e sceneggiatore francese (Parigi, n. 1933 - Neuilly-sur-Seine, † 2004)

## Saltatori con gli sci(1)
- Alex Insam, saltatore con gli sci italiano (Bressanone, n. 1997)

## Sceneggiatori(2)
- Alex Gansa, sceneggiatore e produttore televisivo statunitense
- Alex Tse, sceneggiatore statunitense (San Francisco, n. 1976)

## Scenografi(1)
- Alex McDowell, scenografo britannico (Borneo, n. 1955)

## Schermidori(1)
- Alex Fava, schermidore francese (n. 1989)

## Sciatori alpini(6)
- Alex Happacher, ex sciatore alpino italiano (n. 1979)
- Alex Hofer, ex sciatore alpino italiano (n. 1994)
- Alex Leever, ex sciatore alpino statunitense (n. 1995)
- Alex Mair, ex sciatore alpino italiano (Bressanone, n. 1970)
- Alex Vinatzer, sciatore alpino italiano (Bolzano, n. 1999)
- Alex Zingerle, ex sciatore alpino italiano (Bressanone, n. 1992)

## Sciatori freestyle(5)
- Alex Beaulieu-Marchand, sciatore freestyle canadese (Québec City, n. 1994)
- Alex Bellemare, sciatore freestyle canadese (n. 1993)
- Alex Bowen, sciatore freestyle statunitense (Buffalo, n. 1992)
- Alex Ferreira, sciatore freestyle statunitense (Aspen, n. 1994)
- Alex Fiva, sciatore freestyle, ex sciatore alpino e ex giocatore di football americano svizzero (Newport Beach, n. 1986)

## Scrittori(5)
- Alex North, scrittore inglese (Leeds, n. 1976)
- Alex O'Connor, scrittore britannico (Oxford, n. 1999)
- Alex Raco, scrittore italiano (Roma, n. 1967)
- Alex Sánchez, scrittore statunitense (Città del Messico, n. 1957)
- Alex Wheatle, scrittore britannico (Londra, n. 1963 - † 2025)

## Scrittrici(1)
- Alex Gray, scrittrice britannica (Glasgow, n. 1950)

## Slittiniste(1)
- Alex Gough, slittinista canadese (Calgary, n. 1987)

## Slittinisti(1)
- Alex Gruber, ex slittinista italiano (Bolzano, n. 1992)

## Snowboarder(1)
- Alex Pullin, snowboarder australiano (Mansfield, n. 1987 - Gold Coast, † 2020)

## Sportivi(1)
- Alessandro Ploner, sportivo italiano (n. 1976)

## Storici(1)
- Alex J. Kay, storico britannico (Kingston upon Hull, n. 1979)

## Tennisti(11)
- Alex Antonitsch, ex tennista austriaco (Villaco, n. 1966)
- Alex Bolt, tennista australiano (Melbourne, n. 1993)
- Alex Kim, ex tennista statunitense (Silver Spring, n. 1978)
- Alex Kuznetsov, tennista statunitense (Kiev, n. 1987)
- Alex Lawson, tennista e allenatore di tennis statunitense (Tempe, n. 1994)
- Alex Michelsen, tennista statunitense (Laguna Hills, n. 2004)
- Alex Mingozzi, tennista italiano (Cotignola, n. 1981)
- Alex Molčan, tennista slovacco (Prešov, n. 1997)
- Alex O'Brien, ex tennista statunitense (Amarillo, n. 1970)
- Alex Rădulescu, ex tennista tedesco (Bucarest, n. 1974)
- Alex de Minaur, tennista australiano (Sydney, n. 1999)

## Velisti(1)
- Alex Thomson, velista britannico (Bangor, n. 1974)

## Velocisti(3)
- Alex Haydock-Wilson, velocista britannico (Eton, n. 1999)
- Alex Pagnini, velocista e bobbista italiano (Urbino, n. 1994)
- Alex Wilson, velocista giamaicano (Kingston, n. 1990)

## Wrestler(1)
- Alex Sherman, wrestler moldavo (Chișinău, n. 1984)

## Senza attività specificata(2)
- Alex Deibold, ex snowboarder statunitense (New Haven, n. 1986)
- Alec Evans, allenatore di rugby a 15 australiano